# Operação Dark Winter
Operação Dark Winter era o codinome de uma simulação de ataque bioterrorista de alto nível conduzida de 22 a 23 de junho de 2001. Foi projetada para realizar uma versão simulada de um ataque secreto de varíola nos Estados Unidos. Tara O'Toole e Thomas Inglesby do Centro Johns Hopkins para Estratégias de Biodefesa Civis (CCBS) / Centro de Estudos Estratégicos e Internacionais (CSIS), Randy Larsen e Mark DeMier dos Serviços Analíticos foram os principais designers, autores e controladores do Projeto Dark Winter.

## Visão global

### Objetivo
A operação estava focado em avaliar as inadequações de uma resposta de emergência nacional durante o uso de uma arma biológica contra a população americana. O exercício pretendia estabelecer medidas preventivas e estratégias de resposta, aumentando a consciência governamental e pública da magnitude e potencial de tal ameaça representada por armas biológicas.

### Cenário
O cenário simulado de Dark Winter envolveu um ataque inicial de varíola localizada em Oklahoma City, Oklahoma, com casos adicionais de ataque de varíola na Geórgia e na Pensilvânia. A simulação foi então projetada para sair do controle. Isso criaria uma contingência na qual o Conselho de Segurança Nacional se esforçaria para determinar a origem do ataque e também para conter a propagação do vírus. Por não ser capaz de acompanhar a taxa de propagação da doença, uma nova contingência catastrófica emerge na qual grandes mortes de civis sobrecarregariam as capacidades de resposta de emergência na América. As contingências desastrosas que resultariam na perda massiva de civis foram usadas para explorar as fraquezas da infraestrutura de saúde dos Estados Unidos e sua incapacidade de lidar com tal ameaça. As contingências também tinham como objetivo enfrentar o pânico generalizado que surgiria e que resultaria em colapso social em massa e violência popular. As explorações também incluiriam as muitas dificuldades que a mídia enfrentaria ao fornecer aos cidadãos americanos as informações necessárias sobre procedimentos de segurança.

## Resumo das conclusões
De acordo com a organização Johns Hopkins Center for Health Security, Dark Winter delineou várias descobertas importantes com relação à capacidade do sistema de saúde dos Estados Unidos de responder a um evento de bioterrorismo localizado:
- Um ataque aos Estados Unidos com armas biológicas pode ameaçar interesses vitais de segurança nacional.[1]

Além da possibilidade de vítimas civis em massa, Dark Winter delineou o possível colapso em instituições essenciais, resultando em uma perda de confiança no governo, seguida por desordem civil, e uma violação dos processos democráticos pelas autoridades que tentam restaurar a ordem. A escassez de vacinas e outros medicamentos afetou a resposta disponível para conter a epidemia, bem como a capacidade dos líderes políticos de oferecer garantias ao povo americano. Isso gerou grande ansiedade pública e fuga de pessoas desesperadas para serem vacinadas, e teve um efeito significativo nas decisões tomadas pela liderança política. Além disso, Dark Winter revelou que um evento catastrófico de guerra biológica nos Estados Unidos levaria a uma redução considerável da flexibilidade estratégica dos EUA no exterior.
- As atuais estruturas e capacidades organizacionais não são adequadas para o gerenciamento de um ataque de guerra biológica.[1]

Dark Winter revelou que existem grandes "linhas de fratura" entre os diferentes níveis de governo (federal, estadual e local), entre o governo e o setor privado, entre diferentes instituições e agências e dentro do setor público e privado. Os líderes não estão familiarizados com o caráter dos ataques bioterroristas, as opções de políticas disponíveis e suas consequências. As prioridades federais e estaduais podem ser pouco claras, diferentes ou conflitantes; as autoridades podem estar incertas; e podem surgir questões constitucionais. Por exemplo, os líderes estaduais queriam o controle das decisões sobre a imposição de medidas de contenção de doenças (por exemplo, isolamento obrigatório e vacinação), o fechamento das fronteiras estaduais para todo o tráfego e transporte, e quando ou se deve fechar aeroportos. Autoridades federais, por outro lado, argumentaram que tais questões eram mais bem decididas em âmbito nacional para garantir consistência e dar ao presidente o máximo controle sobre os ativos militares e de segurança pública. Os líderes dos estados mais afetados pela varíola queriam acesso imediato à vacina contra a varíola para todos os cidadãos de seus estados, mas o governo federal teve que equilibrar esses pedidos com as prioridades militares e outras prioridades nacionais. Os líderes estaduais se opuseram à federalização da Guarda Nacional, com a qual contavam para apoiar as necessidades logísticas e de abastecimento público, enquanto vários líderes federais argumentaram que a Guarda Nacional deveria ser federalizada.
- Não há capacidade de aumento nos sistemas de saúde e de saúde pública dos Estados Unidos, ou nas indústrias farmacêutica e de vacinas.[1]

O exercício foi projetado para simular um evento repentino e inesperado de guerra biológica para o qual o sistema de saúde dos Estados Unidos não estava preparado. Na ausência de preparação suficiente, Dark Winter revelou que a falta de vacina ou medicamentos suficientes para prevenir a propagação da doença limitava gravemente as opções de manejo. Devido à "capacidade de aumento" institucionalmente limitada do sistema de saúde americano, os hospitais rapidamente ficaram sobrecarregados e tornaram-se efetivamente inoperáveis pelo fluxo súbito e contínuo de novos casos, agravado por pacientes com doenças comuns que temiam ter varíola, e pessoas que eram saudáveis, mas preocupadas com sua possível exposição. Os desafios de fazer diagnósticos corretos e racionar os recursos escassos, combinados com a escassez de profissionais de saúde, que também estavam preocupados em se infectar ou trazer a infecção para casa e infectar suas famílias, impuseram um enorme fardo ao sistema de saúde. A simulação também observou que, embora a demanda fosse maior em cidades e estados que foram diretamente atacados, no momento em que as vítimas se tornaram sintomáticas, elas estavam geograficamente dispersas, com algumas tendo viajado para longe do local original do ataque. A simulação também descobriu que, sem capacidade de surto suficiente, a análise das agências de saúde pública sobre o escopo, a origem e o progresso da epidemia foi grandemente impedida, assim como sua capacidade de educar e tranquilizar o público e sua capacidade de limitar as vítimas e a propagação de doença. Por exemplo, mesmo depois que o ataque de varíola foi reconhecido, os tomadores de decisão foram confrontados com muitas incertezas e queriam informações que não estavam imediatamente disponíveis. (Na verdade, eles receberam mais informações sobre a localização e o número de pessoas infectadas do que provavelmente estaria disponível na realidade.) Sem informações precisas e oportunas, os participantes acharam difícil identificar rapidamente os locais dos ataques originais; prever imediatamente o tamanho provável da epidemia com base nos casos iniciais; saber quantas pessoas foram expostas; saber quantos foram hospitalizados e onde; ou para manter o controle de quantos foram vacinados.
- Lidar com a mídia será um grande desafio imediato para todos os níveis de governo.[1]

Dark Winter revelou que a gestão da informação e comunicação (por exemplo, lidar com a imprensa de forma eficaz, comunicação com os cidadãos, manter os fluxos de informação necessários para o comando e controle em todos os níveis institucionais) será um elemento crítico na gestão de crises. Por exemplo, os participantes preocuparam-se com o facto de não ser possível impor à força a vacinação ou restrições de viagem a grandes grupos da população sem a sua cooperação geral. Para obter essa cooperação, o presidente e outros líderes em Dark Winter reconheceram a importância de persuadir seus constituintes de que havia justiça na distribuição de vacinas e outros recursos escassos, que as medidas de contenção de doenças eram para o geral bem da sociedade, que todas as medidas possíveis estavam sendo tomadas para prevenir a propagação da doença, e que o governo permaneceu firmemente no controle, apesar da expansão da epidemia.
- Se um patógeno de arma biológica contagioso for usado, conter a propagação da doença apresentará desafios éticos, políticos, culturais, operacionais e legais significativos.[1]

Em Dark Winter, alguns membros aconselharam a imposição de quarentenas geográficas em torno das áreas afetadas, mas as implicações dessas medidas (por exemplo, interrupção do fluxo normal de medicamentos, suprimentos de alimentos e energia e outras necessidades críticas) não foram claramente compreendidas no início. No final, não está claro se tais medidas draconianas teriam levado a uma interrupção mais efetiva da propagação da doença. Além do mais, a alocação de recursos escassos exigiu algum grau de racionamento, criando conflito e um debate significativo entre os participantes que representam interesses concorrentes.

## Na cultura popular
O jogo eletrônico Tom Clancy's The Division, foi inspirado na Operação Dark Winter